# Paul Scolas
Paul Scolas est prêtre diocésain du diocèse de Tournai, docteur en théologie, ancien vicaire général de l'Evêché de Tournai, ancien professeur au séminaire de Tournai, ancien assistant à la faculté de théologie de l'Université Catholique de Louvain.

## Biographie
Il publie de nombreux ouvrages pour le compte des Éditions du Cerf concernant la foi catholique.

## Ouvrages
- La Foi dans le temps du risque, Sous la dir. d'Adolphe Gesché et Paul Scolas, Éditions du Cerf et Université catholique de Louvain, Paris 1997, 192 p. —  (ISBN 2-204-05581-6)
- Dieu à l'épreuve de notre cri, Sous la dir. d'Adolphe Gesché et Paul Scolas, Éditions du Cerf et Université catholique de Louvain, Paris 1999, 160 p. —  (ISBN 2-204-06212-X)
- Et si Dieu n’existait pas ? Adolphe Gesché, Paul Scolas,dir., Les Éditions du Cerf, Paris,2001, 167 p. —  (ISBN 2-204-06712-1)
- Sauver le bonheur, Jean-Louis Souletie, Paris, Éd. du Cerf - Université catholique de Louvain, 2003. 176 p. —  (ISBN 2-204-07140-4)
- Le Corps, chemin de Dieu', Sous la dir. d'Adolphe Gesché et Paul Scolas, Éditions du Cerf et Université catholique de Louvain, Paris 2005, 184 p. —  (ISBN 2-204-07793-3)